# Kökstyska
Kökstyska (tyska Küchendeutsch, eget namn Kiche Duits) är ett hotat kreolspråk som baserar sig på tyska. Språket talas i Namibia och fungerade som ett kontaktspråk mellan  lokalbefolkningen och kolonialisterna under Tyska Sydvästafrikas tid. Det användes mestadels av de namibiska servitörer som jobbade för de tyska kolonialisterna. Språket används ännu i dagens läge..
År 2009 uppskattades att 15 000 människor från olika etniska grupper hade kökstyska som modersmål. Största delen av dem är äldre människor.